# Xanthoparmelia saleruptens
Xanthoparmelia saleruptens är en lavart som beskrevs av Hale. Xanthoparmelia saleruptens ingår i släktet Xanthoparmelia och familjen Parmeliaceae.   Inga underarter finns listade i Catalogue of Life.